# David Barrio Fernández
David Barrio Fernández (León, 9 de octubre de 1985) es un entrenador español de baloncesto que actualmente dirige al Real Valladolid Baloncesto de la Segunda FEB.

## Trayectoria
David comenzó su carrera en los banquillos en 2007 en las filas del Basket La Cistérniga, donde estuvo trabajando durante tres temporadas, logrando el ascenso desde Primera División Autonómica a Nacional tras conseguir el 4º puesto en la temporada 2009-10.
En 2010, se convierte en entrenador del Ponce Valladolid femenino, con el que logró en el año 2014 el subcampeonato de España Júnior Femenino de clubes y se haría cargo de la dirección deportiva de 2015 a 2017. David lograría ser 5 veces campeón de Castilla y León, participar en 10 Campeonatos de España y conseguir otros logros como el clasificar al equipo de Primera División Femenina para la Fase de Ascenso a Liga Femenina 2.
Desde 2014 a 2016, dirige al CB Virgen de la Concha de Zamora masculino al que dirige en Liga EBA, en el que logró la mejor clasificación histórica del club en el Grupo AB de Liga EBA, acabando en 4ª posición en la temporada 2015-16.
En 2017, firma como entrenador del Club Baloncesto 6,25 Ponferrada femenino, al que dirige en categoría infantil, cadete y junior, donde trabaja durante dos temporadas.
El 27 de julio de 2019, firma como entrenador del Club Baloncesto Ciudad de Ponferrada en la Liga LEB Plata, al que dirige durante varias temporadas. En la temporada 2019-20 y 2020-21 acabaría en quinta posición de su grupo y en la temporada 2021-22 finalizaría en décima posición.
El 26 de mayo de 2023, pone fin a su etapa después de cuatro temporadas dirigiendo al club leonés.
El 19 de junio de 2023, firma por el Club Bàsquet Sant Antoni de la Liga LEB Plata.

## Selección
David fue seleccionador de Castilla y León en diferentes categorías femeninas durante 5 temporadas (logrando 2 ascensos), también formó parte del staff técnico de la selección española sub-14 femenina en los años 2015 como entrenador ayudante y en 2016 como seleccionador, consiguiendo un campeonato y un subcampeonato en el Torneo BAM.

## Clubs
- 2007-10. Basket La Ciestérniga. 1ª División Autonómica Masculina de Castilla y León.
- 2010-14. Ponce Valladolid. Cadete Júnior Autonómica Femenina / 1ª División Nacional Femenina.
- 2014-16. CB Virgen Concha. Liga EBA.
- 2016-17. Ponce Valladolid. Liga Femenina 2 de baloncesto.
- 2017-19. Club Baloncesto 6,25 Ponferrada. Infantil, Cadete y Junior Autonómica Femenina.
- 2019-23. Club Baloncesto Ciudad de Ponferrada. Liga LEB Plata
- 2023-25. Club Bàsquet Sant Antoni. Liga LEB Plata
- 2025-actualidad. Real Valladolid Baloncesto. Segunda FEB